# Meinolf Wewel

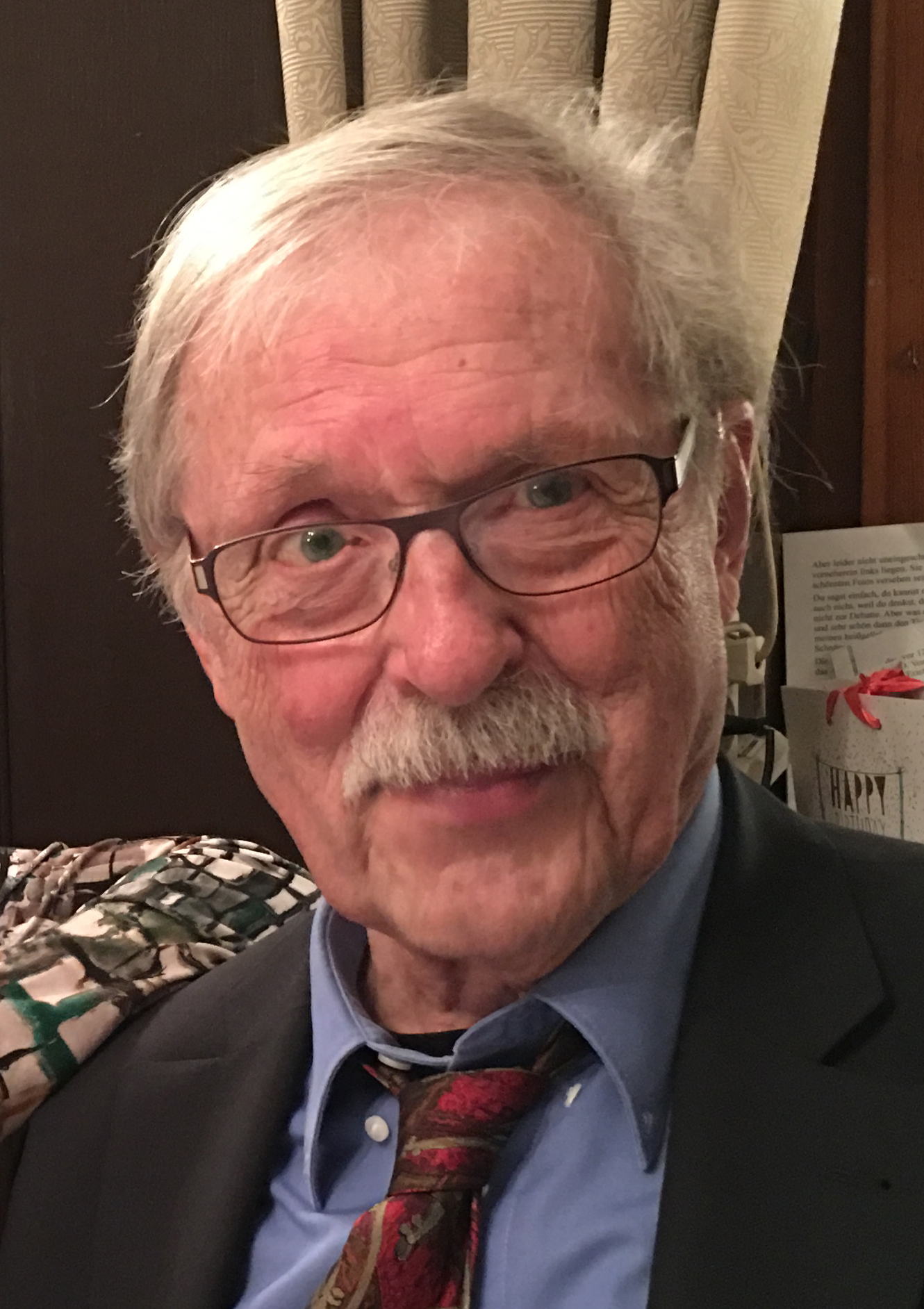
Meinolf Wewel

Meinolf Wewel (* 24. April 1931 in Paderborn) ist ein deutscher Verleger.

## Leben
Wewel wuchs als drittes von vier Kindern des damaligen Journalisten und späteren Verlegers Erich Wewel und seiner Frau Maria, geb. Mai, in und bei München auf. Dort machte er 1951 sein Abitur. Anschließend absolvierte er eine Buchhandelslehre im väterlichen Erich Wewel Verlag. Gleichzeitig studierte er Philosophie, Psychologie, Germanistik und Kunstgeschichte an der Albert-Ludwigs-Universität Freiburg. Um 1954/55 besorgte er bei Hermann Loeb im Holbein-Verlag in Basel Werbung und Vertrieb. Von 1956 bis 1958 leitete er die Werbestelle des Börsenvereins des Deutschen Buchhandels in Frankfurt am Main. Er führte u. a. den „Buchschenkdienst“, den Vorgänger des heutigen „Buchschenkservice“, mit der Broschüre „Über das Nichtlesen von Büchern“ von Erich Kästner und Paul Flora ein (Auflage 115 000). 1957 beteiligten sich an seinem Plakatwettbewerb „Lesen macht Spass“ über 11 000 Kinder und Jugendliche unter 19 Jahren. Damals wurde auch die Idee des Vorlesewettbewerbs geboren. Abends besuchte Wewel Seminare bei Theodor W. Adorno und Max Horkheimer. Im Jahr 1959 begann er ein Studium der Philosophie, Germanistik und Pädagogik an der Johannes Gutenberg-Universität Mainz. Von 1960 bis 1969 war Wewel beim Pädagogischen Verlag Schwann in Düsseldorf als Leiter der Werbung für die Fach- und Schulbuchproduktion tätig, von 1961 bis 1963 auch Schriftleiter von pädagogik. Fachkatalog für Lehrer und Erzieher, ab 1965 auch Lektor für Pädagogik und Vertreter des Verlagsleiters. Im Jahr 1968 folgte die Promotion zum Dr. phil. an der Universität Mainz mit der Arbeit „Die Konstitution des transzendenten  Etwas im Vollzug des Sehens“.
Wewel ist seit 1981 mit der Buchhändlerin Heike Fröbe-Wewel verheiratet und hat drei Kinder und vier Enkel aus der vorangegangenen Ehe mit der verstorbenen Irmgard Schneider. Er lebt seit 1979 in Denzlingen bei Freiburg i. Br. Im Jahr 1995 ging Wewel in den Ruhestand. Von 2007 bis 2014 war er nebenbei vor allem für Wikimedia und Wikipedia tätig. Dabei kam Wewel ab 2004 von der Fotografie zum Digitalen Malen. Seit 2014 erstellt er auch Foto- und Bildvideos, oft begleitet von Michael Leuschner mit klassischen Klavierstücken.

## Verleger
Von Anfang April 1969 bis Ende 1994 leitete Meinolf Wewel als Geschäftsführer den Verlag Karl Alber Freiburg/München. Er verstand ihn als Autorenverlag, nicht als Programmverlag. Sein vorrangiges Interesse galt der Gegenwartsphilosophie. Ihm war die Einführung von Emmanuel Levinas in den deutschsprachigen Raum durch Übersetzungen seiner Hauptwerke und durch Sekundärliteratur ein besonderes Anliegen.

### Philosophische Werke
Die von Max Müller, Bernhard Welte und Erik Wolf begründete und bis 1975 herausgegeben philosophische Schriftenreihe Symposion führte Wewel von 1975 bis 1994. Im Jahr 1972 begründete Wewel die Reihen Alber Broschur Philosophie und Kolleg Philosophie, 1974 speziell für innovative Arbeiten, die sich nicht strikt den Regeln des Wissenschaftsbetriebs unterordnen, die Reihe Fermenta philosophica. Im Jahr 1972 nahmen die von Ernst Wolfgang Orth im Auftrag der Deutschen Gesellschaft für phänomenologische Forschung herausgegebenen Phänomenologischen Forschungen ihren Anfang. Vom Handbuch Philosophie erschienen in den Jahren 1981 bis 1996 unter der Herausgeberschaft von Elisabeth Ströker und Wolfgang Wieland zehn Bände. Im Jahr 1993 begann Wewel noch die internationale Reihe Orbis Phaenomenologicus.

### Rechts- und sozialwissenschaftliche Werke
Auch auf den Gebieten der Rechts- und Sozialwissenschaft sowie der Geschichte hat Wewel viele Werke bei Alber verlegt. Die von Fritz Wagner herausgegebene Reihe Orbis academicus, eine problemgeschichtliche Enzyklopädie der Wissenschaften in Dokumenten und Darstellungen, wurde von ihm fortgeführt, u. a. mit dem zweibändigen Werk „Formen des Eros“ von Annemarie und Werner Leibbrand, der dreibändigen „Pädagogik“ von Theodor Ballauff und Klaus Schaller, der dreibändigen „Kunsterfahrung und Kunstwissenschaft“ von Heinrich Lützeler, dem zweibändigen „Raum“ von Alexander Gosztonyi und mit fünf von Alfred Barthelmeß herausgegebenen Sonderbänden zur Problemgeschichte von Naturschutz, Landschaftspflege und Humanökologie. Die Historische Anthropologie nahm 1978 ihren Beginn. Im Jahr 1972 begann Wewel die Reihe Alber-Broschur Rechts- und Sozialwissenschaft.

### Rezeption
In einem Interview der spanischen Zeitschrift „Diálogo Cientificio“ wies Wewel 1994 darauf hin, wie sehr das Denken sprachlich eingegrenzt ist und daher „der Ergänzung und Korrektur durch das Denken in anderen Sprachen und Kulturen“ bedarf. In diesem Sinne galt sein besonderes Interesse Veröffentlichungen aus dem hispanischen und japanischen Kulturraum, aber auch solchen aus Russland, Italien, Frankreich und Rumänien.
Wewel selbst hat einmal geschrieben: „Ich sehe meine Aufgabe als Verleger geisteswissenschaftlicher Bücher und Zeitschriften darin, dem Diskurs der Gelehrten ein Forum zu geben, ihn dadurch zu fördern. Dabei leitet mich die Grundüberzeugung, dass die Wahrheit viele Gesichter hat. Deshalb kann ich mich weder dem Denken einer Richtung oder Schule, noch dem Denken einer bestimmten Nation, Sprachgemeinschaft oder Kultur verschreiben.“ Im Vorwort der Festschrift für Meinolf Wewel „Facetten der Wahrheit“ schreiben die Herausgeber über ihn: „Seine Vorliebe für die Phänomenologie hat sich nicht nur in der Veröffentlichung zahlreicher Autoren niedergeschlagen, die diese philosophische Richtung verfolgen.“
Otto Pöggeler vermerkte im Geleitwort zu dem Wewel gewidmeten Band „Metamorphose der Phänomenologie“: „Die Hand Meinolf Wewels … zeigt sich gerade darin, dass er in besonderem Maße jüngeren Forschern geholfen hat, sich durch Publikationen vorzustellen.“ Und im Nachwort von Ernst Wolfgang Orth heißt es dort: „In seiner Praxis, durch welche die Autoren auf ihre literarische Aufgaben verwiesen werden, war er auch eine Herausforderung an die Phänomenologie: 'Sachlichkeit', 'Selbst Sehen' sind nur soviel wert, als in literarischer - textueller und kontextueller - Kommunikation eingelöst werden kann.“

## Publikationen
Von 1956 bis 1961 veröffentlichte er zahlreiche Artikel, Berichte und Rezensionen zu den Themen Buch, Buchhandel, Jugendliteratur und Werbung im Börsenblatt für den Deutschen Buchhandel. Frankfurt am Main.
- Anregungen und Vorschläge zur Jugendbuchwoche und zu anderen Veranstaltungen. Herausgegeben vom Arbeitskreis für Jugendschrifttum. München 1959. 2. Auflage 1961
- Die Konstitution des transzendenten Etwas im Vollzug des Sehens. Eine Untersuchung im Anschluss an die Philosophie von Hans Lipps und in Auseinandersetzung mit Edmund Husserls Lehre vom intentionalen Bewußtseinskorrelat. Düsseldorf 1968, ISBN 3-495-47528-1 *bei Google
- Der Vielfalt eine Form geben. Ein Gespräch mit Meinolf Wewel. In: Information Philosophie 23. Jg. Heft 1/1995
- Zu Wikipedia: Mit 80± dabei. In: Alles über Wikipedia und die Menschen hinter der größtem Enzyklopädie der Welt. Hg. von Wikimedia Deutschland e. V. Hoffmann und Campe, Hamburg 2011, ISBN 978-3-455-50236-7. S. 182–185 [Onlineversion des Buches als PDF: https://commons.wikimedia.org/wiki/File:Allesueberwikipedia.pdf]
- Dem Verharren der Wissenschaft entgegenwirken. Meinolf Wewel im schriftlichen Dialog mit Nina Hendl und Jascha Sommer. In: brink. Magazin zwischen Kunst und Wissenschaft. Brink, Bochum. Heft 2 (Juni 2012), ISSN 2193-4657, S. 36 f. Was ist da alles zu entdecken? Collage von Meinolf Wewel. S. 34 f.
- Bildphantasien Meinolf Wewel 2005-2016. 90 digitale Bilder. Mit Frédéric Chopins »Préludes« 9 bis 24, op. 28, gespielt von Michael Leuschner. 2017.[9]
- Bildphantasien Meinolf Wewel 2016-2020. 93 digitale Bilder. Mit Wolfgang Amadeus Mozarts Sonate C-dur KV 330, gespielt von Michael Leuschner. 2020.[10]
- YouTube-Kanal Meinolf Wewel: 75 Videos mit Bildphantasien und Fotos, meist begleitet von klassischen Klavierstücken. 2015 bis 2023[11]

## Herausgebertätigkeit
- 1975 bis 1994 Mitherausgeber der Buchreihe Orbis academicus. Problemgeschichten der Wissenschaft in Dokumenten und Darstellungen. Verlag Karl Alber Freiburg i. Br. / München
- 1975 bis 1994 Mitherausgeber der Buchreihe Praktische Philosophie. Verlag Karl Alber Freiburg i. Br. / München
- Seit 1993 Mitglied des Editionsgremiums der Buchreihe Orbis Phaenomenologicus. 1993 bis 2000 Verlag Karl Alber Freiburg i. Br. / München, ab 2003 Verlag Königshausen & Neumann Würzburg

## Festschriften
- Facetten der Wahrheit. Festschrift für Meinolf Wewel. Beiträge von 25 Gelehrten aus elf Ländern. Herausgegeben von Ernesto Garzón Valdés und Ruth Zimmerling. Verlag Karl Alber Freiburg i. Br. / München 1995, ISBN 978-3-495-47820-2
- Metamorphose der Phänomenologie. Dreizehn Stadien von Husserl aus. Liber amicorum für Meinolf Wewel. Herausgegeben von Hans Rainer Sepp. Verlag Karl Alber Freiburg i. Br. / München 1999, ISBN 978-3-495-47855-4